# Abbaye de Jervaulx
L’abbaye de Jervaulx est une ancienne abbaye cistercienne située à East Witton dans le Yorkshire du Nord, en Angleterre. Elle est fondée en 1145 par l'abbaye de Byland, et fait partie des fondations anglaises de l'ordre de Savigny, fondée par Vital de Savigny. En 1147, elle devient cistercienne quand l'ordre de Savigny décide de rejoindre l'ordre cistercien en se plaçant dans la filiation de Clairvaux. Lors de la Réforme anglaise, elle est dissoute en 1537 et son dernier abbé est pendu pour avoir participé au pèlerinage de Grâce. Propriété privée, elle est monument classé grade I depuis le 15 février 1957, et ses ruines sont visitables.

## Localisation et toponymie

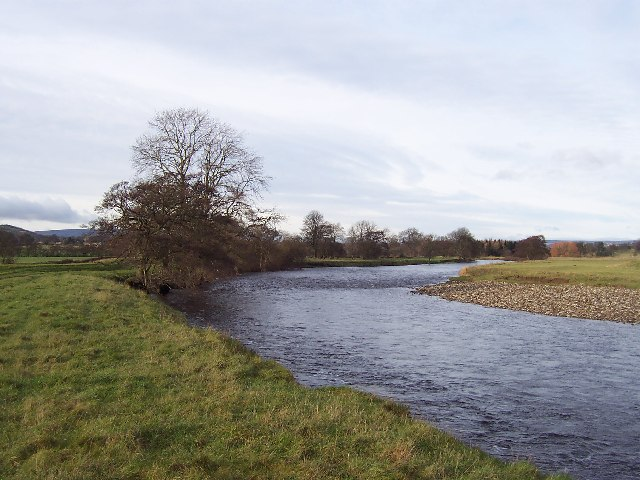
La rivière Ure à proximité de l'abbaye.

L'abbaye est située dans la vallée de l'Ure, dite « Wensleydale », à East Witton près de Middleham, sur les franges orientales des Yorkshire Dales et du parc national associé (en). Le site est placé à deux cents mètres environ de la rivière, du côté méridional, sur une terrasse alluviale surplombant la zone inondable.
Le nom de « Jervaulx » est une francisation de l'anglais « Yoredale » faisant référence à la rivière qui arrose le site de l'abbaye.

## Histoire

### Première fondation
La fondation de Jervaulx remonte au don effectué par un chevalier nommé Akarius Fitz Bardolph (en) à un moine de Savigny nommé Pierre de Quinciaco, qui aurait séjourné à ce moment à la cour d'Alain le Noir ; ce don est explicitement effectué dans le but d'ériger une abbaye ; Akarius invite en outre quatre ou cinq de ses amis chevaliers à l'imiter et à se dessaisir de biens en faveur de la nouvelle abbaye. Un premier édifice est construit en bois en 1145 sur le site de Fors, environ seize milles (vingt-cinq kilomètres) en amont du site définitif.
Toutefois Pierre de Quinciaco avait pris la décision d'accepter le don et la fondation de la nouvelle abbaye sans en référer à son supérieur, l'abbé Serlo de Savigny ; et ce n'est que par Alain le Noir que ce dernier en a d'abord connaissance, avant que Pierre ne sollicite de son abbé des forces pour créer une communauté. De surcroît, l'abbé de Savigny était très réticent à une nouvelle fondation anglaise, car les précédentes (Byland, Neath et Quarr) avaient occasionné beaucoup de dangers et de blessures aux moines envoyés. Mis devant le fait accompli, il expose le problème lors du chapitre général de la congrégation de Savigny en 1146, où son présents quinze abbés savigniens, mais auquel Pierre de Quinciaco n'assiste pas. Le chapitre décide de n'envoyer personne, mais de placer l'abbaye sous la direction de celle de Byland, la plus proche géographiquement. Roger, l'abbé de cette dernière abbaye, ne pouvant assister à la fin du chapitre, laisse le soin à l'abbé de Quarr de transmettre chartes et lettres à la nouvelle abbaye.
Lorsque l'abbé de Quarr arrive à Jervaulx, lors de la fête de Pâques de 1147, Pierre de Quinciaco et ses deux compagnons lui annoncent que la nouvelle fondation est prospère, notamment en ce qui concerne les biens agricoles et les troupeaux, et que le site se prête donc bien à l'établissement d'une abbaye. La même année, lors du chapitre général cistercien, Savigny rejoint la filiation de Clairvaux, et ses abbayes-filles avec elles. Jervaulx devient ainsi une abbaye cistercienne, et son nouvel abbé est John de Kinstan, un des moines fondateurs de Byland. La fondation officielle a lieu le 8 ou le 10 mars 1150. Toutefois, les pluies diluviennes qui tombent en 1155 sur la région font pourrir toutes les récoltes de céréales et les moines quittent cet emplacement pour en trouver un plus favorable. Le site initial de Fors est toutefois conservé sous le nom de Vallis Grangia puis Dale Grange.

### Site définitif

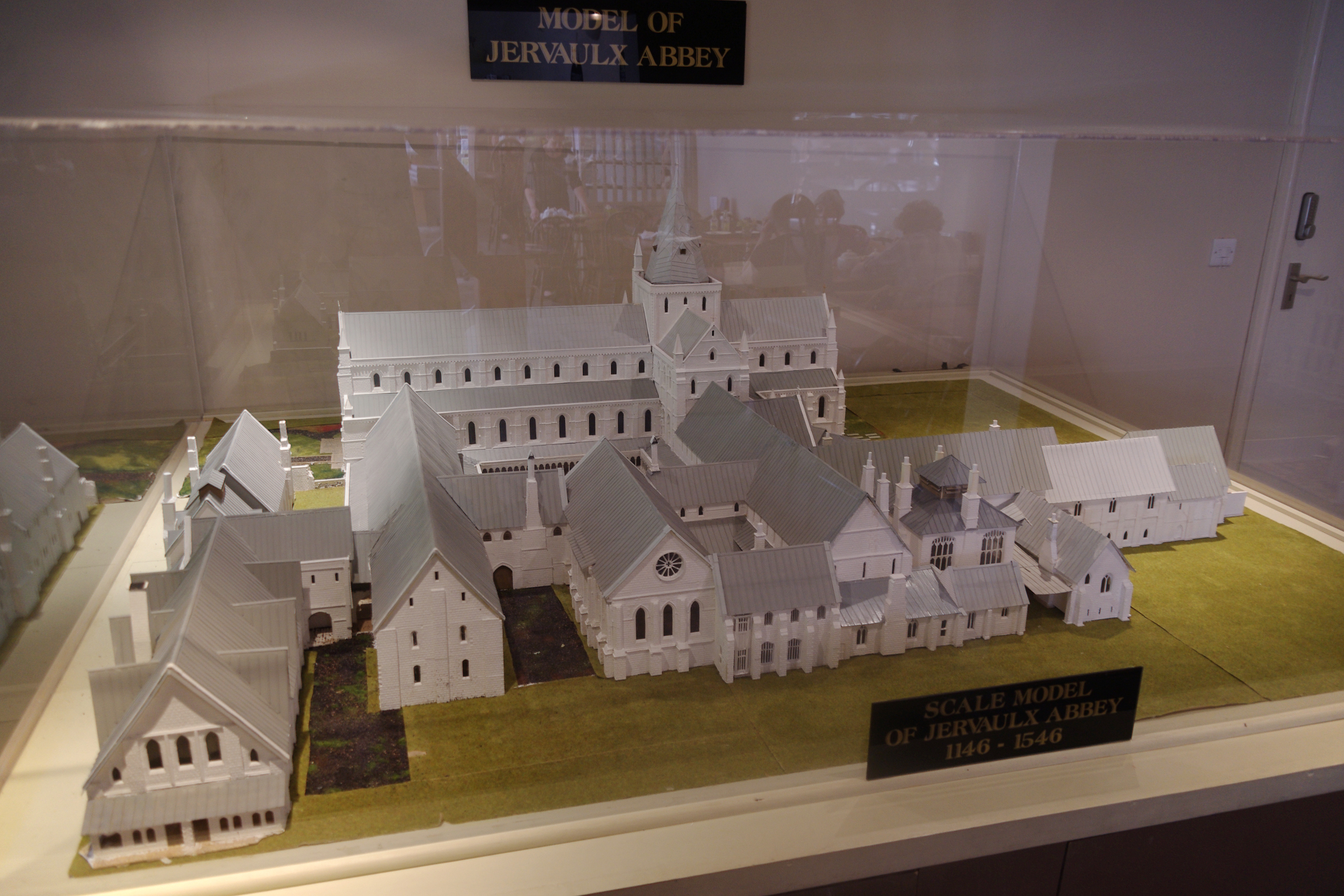
Maquette de l'abbaye de Jervaulx avant les destructions.

Les religieux en détresse sollicitent et obtiennent une aide de l'abbaye-mère Byland, puis se tournent vers Alain le Noir pour lui demander de leur accorder un autre site d'implantation. En demandant à ses vassaux et à son fils, celui-ci accorde aux moines l'emplacement de Wensleydale, sur lequel se déplacent les religieux. Hervey, fils d'Akarius, consent à ce déménagement à condition que la charte initiale soit respectée ; en conséquence, la construction de l'abbaye de Jervaulx commence réellement en 1156.
Une charte de Jean de Bretagne, datant de 1268, confirme tous les dons effectués par ses ancêtres, et élargit au passage considérablement les droits des moines sur la forêt de Wensleydale. Peu d'années après, en 1279, l'abbé Philip est assassiné par l'un de ses moines. William de Modither, s'étant enfui, est présumé coupable, tandis que le successeur de Philip, l'abbé Thomas, un moment suspecté de complicité, est acquitté. Cet évènement mis à part, l'abbaye est exempte de visites épiscopales et sa présence est donc réduite dans les archives.
Les cisterciens de Jervaulx étaient en particulier renommés pour l'élevage de leurs chevaux. Mais ils étaient également éleveurs ovins, avec un cheptel qui aurait pu atteindre dix mille têtes. Forts de cette richesse, les moines ont également développé la confection d'un fromage de brebis devenu le Wensleydale.
Outre les richesses agricoles, l'abbaye était également impliquée dans l'extraction et le travail du fer, ainsi qu'à la production de sel. En 1307, le monastère obtient le droit de vendre ses produits au marché d'East Witton. Les moines de Jervaulx créent une petite retenue naturelle d'eau en élevant une digue d'environ 80 mètres de longueur, dix-huit de largeur et trois de hauteur, afin de constituer une retenue suffisante pour leurs besoins, ainsi qu'un étang à poissons et un bief d'alimentation d'un moulin. De cette retenue est aménagé pour l'alimentation en eau de l'abbaye un conduit qui traverse d'abord la cuisine avant de passer par les latrines.
Cette prospérité s'effondre à la fin du XIVe siècle en même temps que baisse la ferveur spirituelle. En 1380, l'abbaye ne compte plus que seize moines. En 1403, Jervaulx est tellement appauvrie que Boniface IX accorde une dispense à son abbé.

### Fin de l'abbaye

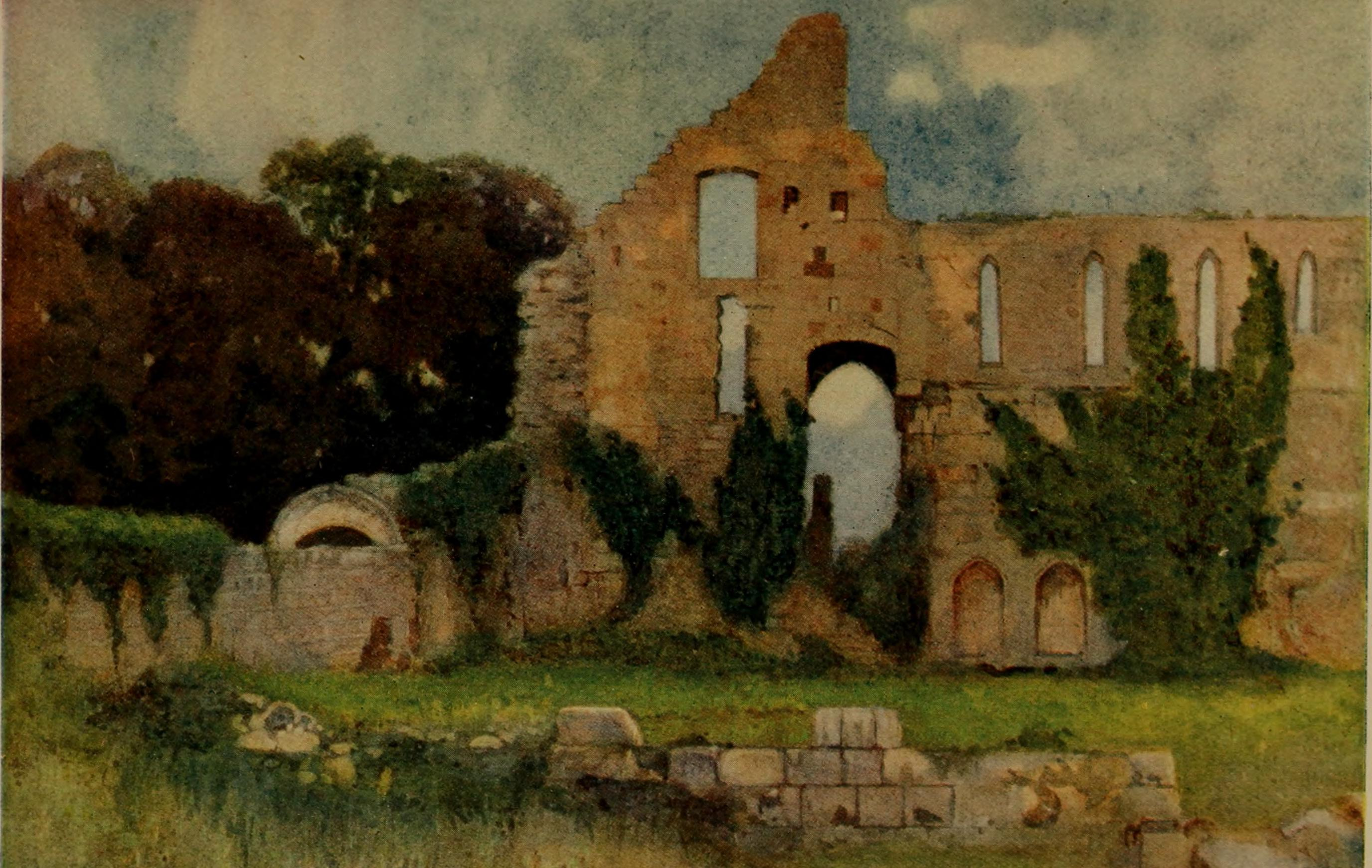
Peinture de Warwick Goble illustrant l'ouvrage de Francis Aidan Gasquet en, paru en 1908, et représentant un mur en ruines de Jervaulx.

En 1537, le dernier abbé, Adam Sedbergh, quoique hostile à toute idée de rébellion contre le roi, se joint contraint et forcé au Pèlerinage de Grâce qui menaçait de détruire l'abbaye, et est arrêté avec les autres pèlerins. Accusé par l'un de ses propres moines, Ninian Staveley, il est pendu à Tyburn en juin 1537 ; l'abbaye est aussitôt confisquée par Henri VIII,. Lors de la fermeture, l'abbaye compte vingt-cinq ou vingt-six religieux selon les sources.
Après la fermeture, l'abbatiale est rasée et l'abbaye est louée à Lancelot Harrison jusqu'en 1544 ; elle est ensuite cédée au comte de Lennox, qui la conserve jusqu'en 1577 et y aménage de vastes jardins. De cette date à 1603, c’est la couronne qui possède directement Jervaulx ; par la suite, la famille Bruc, qui est anoblie sous le titre de comte d'Ailesbury, en hérite et divise la propriété en parcelles louées. Des parties des bâtiments conventuels sont réutilisées, certaines préservées, d'autres reçoivent des ajouts entre le XVIe et le XIXe siècle. En 1804, une prise de conscience patrimoniale a lieu et les ruines sont nettoyées et exposées suivant le goût romantique de l'époque.
Durant la seconde Guerre mondiale, une partie du site est transformée en dépôt de munitions.

### Liste des abbés connus
- John de Kinstan, nommé en 1150, attesté en 1170
- John Brompton, attesté en 1193
- William, attesté en 1198 et 1209
- Thomas, attesté en 1218
- Eustache, attesté de 1224 à 1254
- Thomas, attesté en 1258
- Philip, assassiné en 1279
- Thomas, attesté en 1280
- Ralph, attesté en 1289 et 1300
- Simon de Miggelle, confirmé en 1304
- John, qui meurt ou quitte sa charge en 1312
- Thomas de Gristhwayte, confirmé en 1312 et attesté en 1338
- Hugh, attesté en 1342
- John, attesté en 1349
- John de Rokewyk, attesté en 1398
- Richard Gower, élu en 1399
- Peter de Snape, élu en 1425
- John Brompton, confirmé en 1436 et attesté en 1464
- William Jerome, attesté en 1469
- William Heslington, élu en 1475
- Robert Thorneton, élu en 1510
- Adam Sedbergh, élu en 1533 et pendu en 1537[6]

## Architecture

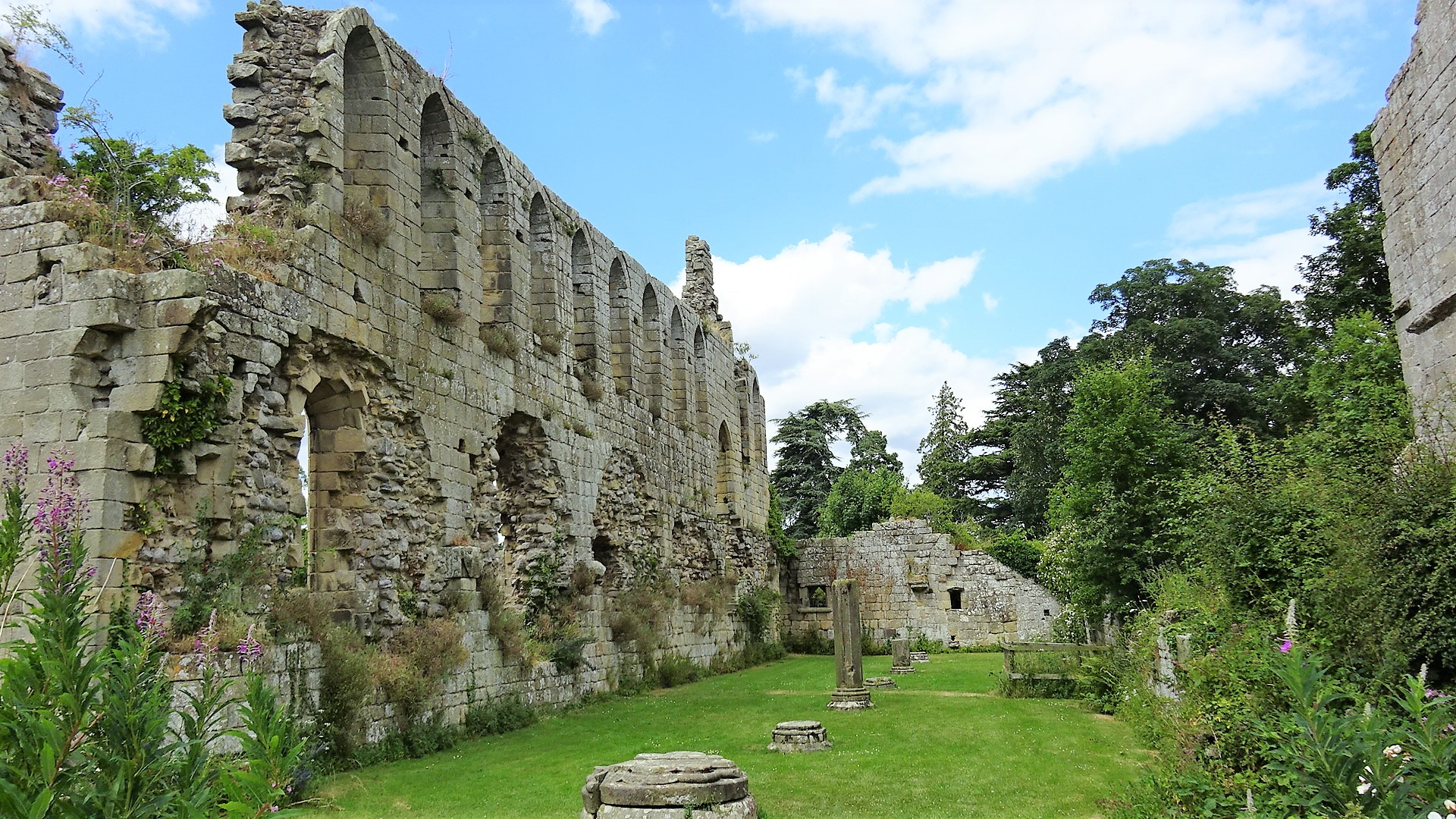
Un des murs restants de l'abbaye, anciennement celui du dortoir des moines (à l'étage).

Suivant un plan cistercien traditionnel, l'église était orientée à l'est et située du côté nord du cloître. Le côté oriental de ce dernier comprenait notamment la salle capitulaire et le parloir au rez-de-chaussée et le dortoir au premier étage, le côté méridional les cuisines et le réfectoire, le côté occidental les quartiers des convers.
Les ruines de l'abbaye sont relativement importantes, mais beaucoup moins bien conservées qu'à Rievaulx ou à Fountains. L'enceinte de l'abbaye survit sous la forme d'une levée de terre haute d'environ un mètre, et dont la largeur peut aller jusqu'à une dizaine de mètres. Au moins neuf bâtiments monastiques ont été identifiés à l'intérieur de cette enceinte. De l'abbatiale, située au nord du cloître, restent les bases des murs et colonnes, jusqu'à un mètre environ du sol, de la nef, du transept et du chœur ; ces piliers sont octofoliés. L'ancienne chapelle de la Vierge et la nef contiennent des cercueils de pierre,.
Le cloître est bordé au nord de l'ancienne abbatiale, à l'est de la salle capitulaire dont il reste des murs d'environ deux mètres de hauteur et des colonnes à base octogonale en grès. Au sud s'étendaient les cuisines et le réfectoire, dont il reste deux grandes cheminées. Enfin à l'ouest, les restes les plus importants correspondent au dortoir des moines, dont le mur occidental encore assez bien conservé est percé de neuf hautes lancettes.